# Nicolaas Bloembergen
Pour les articles homonymes, voir Bloembergen.
Nicolaas Bloembergen, né le 11 mars 1920 à Dordrecht et mort le 5 septembre 2017 à Tucson (Arizona), est un physicien néerlandais naturalisé américain. Il obtint son Ph.D. à l'université de Leyde en 1948 et devint professeur à l'université Harvard. Il est colauréat avec Arthur Leonard Schawlow de la moitié du prix Nobel de physique de 1981.

## Biographie
Nicolaas Bloembergen quitta les Pays-Bas en 1945 à la suite de la dévastation de l'Europe lors de la Seconde Guerre mondiale pour poursuivre des études universitaires à l'université Harvard. Six semaines avant son arrivée, le professeur d'Harvard Edward Purcell (avec ses étudiants diplômés Torrey et Pound) avait découvert la résonance magnétique nucléaire (RMN). Bloembergen fut engagé pour développer la première machine RMN. Pendant ses études à Harvard, il apprécia les cours professés par Schwinger, Van Vleck et Kemble[Lequel ?]. Sa thèse Relaxation magnétique nucléaire fut soumise à la fois à Leyde, où elle remplit les critères de sélection, et à Harvard. Après un bref emploi postdoctoral avec C. J. Gorter aux Pays-Bas, il rejoignit Harvard comme membre junior de la Société des membres en 1949 et fut nommé professeur associé en 1951.
En 1958, il fut naturalisé américain.
Bloembergen et Arthur Leonard Schawlow sont colauréats d'une partie du prix Nobel de physique de 1981 (l'autre partie a été remise à Kai Siegbahn) « pour leurs contributions au développement de la spectroscopie laser ». Bloembergen et Schawlow étudièrent la matière indétectable sans lasers. Il avait auparavant modifié le maser de Charles Townes. Bloembergen appartient au corps enseignant de l'université d'Arizona.
Bloembergen appartient à la lignée académique de J. J. Thomson, marchant dans les pas d'autres lauréats du Nobel, commençant avec Lord Rayleigh (Nobel de physique en 1904) et J. J. Thomson (Nobel de physique en 1906), poursuivi avec Ernest Rutherford (Nobel de chimie en 1908), Owen Richardson (Nobel de physique en 1928) et finalement le mentor de Bloembergen, Edward Purcell (Nobel de physique en 1952). Les autres influences incluent John Van Vleck (Nobel de physique en 1977) et Percy Bridgman (Nobel de physique en 1946).

## Distinctions et récompenses
- Correspondant de l'Académie royale néerlandaise des arts et des sciences, Amsterdam, 1956
- Membre de l'Académie américaine des arts et des sciences, 1956
- Membre de l'Académie nationale des sciences des États-Unis, Washington, D. C., 1959
- Membre honoraire étranger de l'Indian Academy of Sciences à Bangalore, 1978
- Associé étranger de l'Académie des sciences, Paris, 1980
- Guggenheim Fellow, 1957
- Prix Oliver Buckley, Société américaine de physique, 1958
- Morris E. Liebman Award, Institute of Radio Engineers, 1959
- Médaille Stuart Ballantine, Franklin Institute, Philadelphia, 1961
- National Medal of Science, président des États-Unis, 1974
- Médaille Lorentz, Académie royale néerlandaise des arts et des sciences, Amsterdam, 1979
- Médaille Frederic Ives, Optical Society of America, 1979
- Von Humboldt Senior Scientist, 1980